# 南森町出入口
南森町出入口（みなみもりまちでいりぐち）は、大阪府大阪市北区の阪神高速道路12号守口線の出入口。

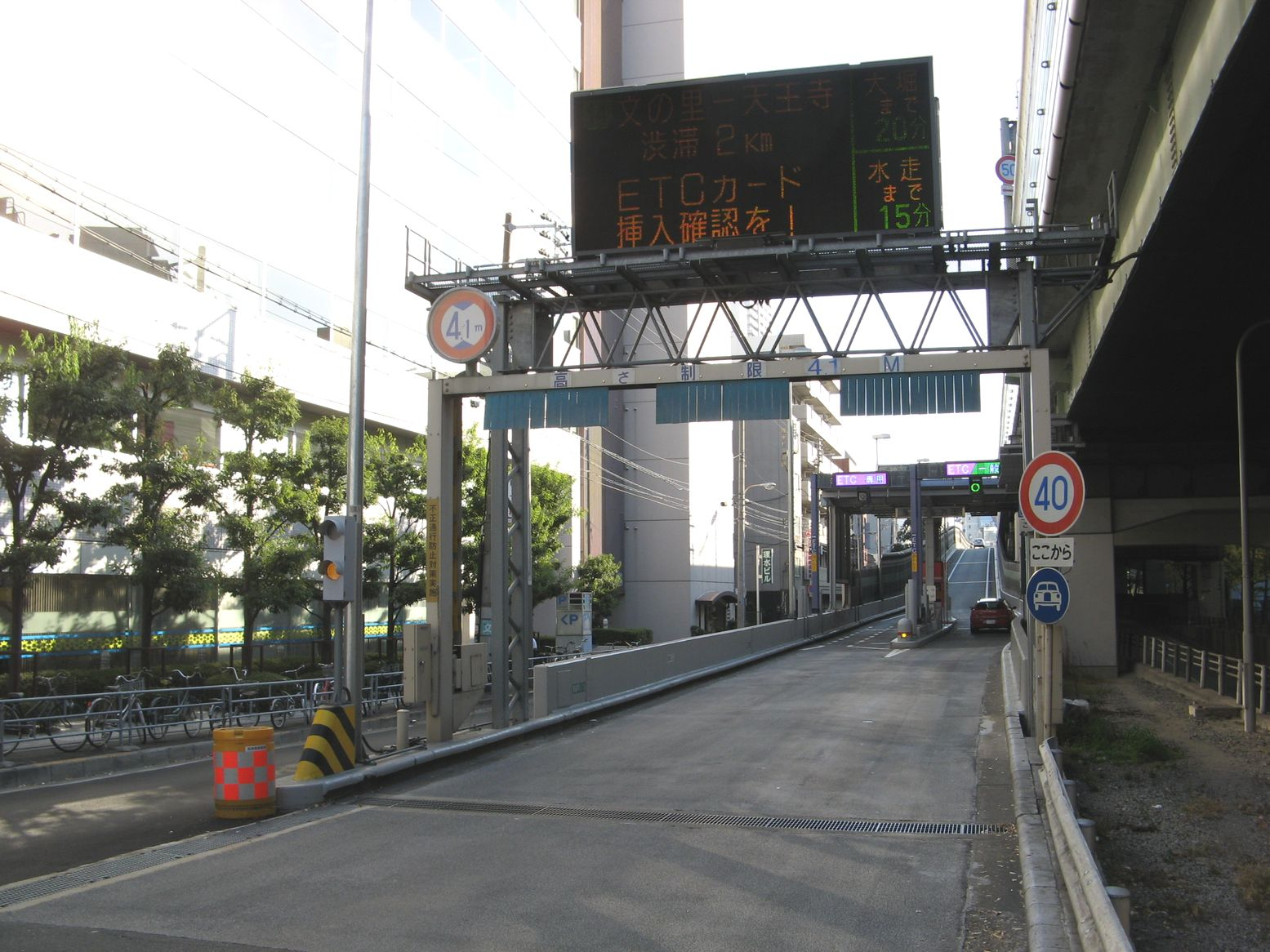
入口を南望

## 概要
上り線のみに設置されており、すなわち守口出入口方面からの出口と1号環状線方面への入口のみが存在するハーフICである。実態としては、下り線のみに設置されている扇町出入口とセットで一つの出入口を形成していると言える。梅田・北新地の最寄り出入口の一つである。
1962年（昭和37年）9月18日に決定した当初の守口線の都市計画では、「堀川出入口」という仮称で、センターランプ（右側分岐・合流）形式だった。交通制御の問題から、1966年（昭和41年）3月31日の変更都市計画でサイドランプ形式に見直された。

## 道路
- 阪神高速12号守口線 (12-01)

### 案内板
- 12-01　南森町出口

## 接続する道路
- 国道1号（曽根崎通）

## 周辺
- 大阪天満宮
- 大阪アメニティパーク（OAP）
- 南森町駅・大阪天満宮駅
- お初天神
- 大阪駅・梅田駅・東梅田駅・北新地駅
- 中之島
- 天満橋
- 大阪中央公会堂
- 阪急三番街
- カンテレ扇町スクエア（キッズプラザ大阪関西テレビ本社）
- 北新地

## 隣
阪神高速12号守口線
天神橋JCT - (12-01) 南森町出入口 - (12-02) 扇町出入口